# Castor (történetíró)
Castor (1. század) római történetíró és rétor.

## Élete
Deiotarus, a galatiai tetrarcha veje. A tetrarcha szerint ő volt a szerzője annak a vádnak, amely őt Caesar elleni merénylettel gyanúsította, ezért kivégeztette. Fő műve a hat könyvből álló Chronika, amelyben megírta i. e. 61-ig az ázsiaiak, a görögök és a rómaiak történetét. A műből csak töredékek maradtak fenn.